# Dendroprionomys rousseloti
Dendroprionomys rousseloti és un rosegador rar de la subfamília dels dendromurins. És l'única espècie del gènere Dendroprionomys. Només se n'han trobat vuit exemplars, que viuen tots al jardí zoològic de Brazzaville. Fou descrit el 1966 per Francis Petter, basant-se en tres exemplars descoberts en una brolla de bambú.
L'holotip d'aquesta espècie té una llargada corporal de 77 mm i una llargada de la cua de 108 mm. La cua s'utilitza probablement per a agafar-se. El pelatge curt, espès i bla és de color marró a la part superior i de color gris clar fins a blanc a la part inferior. El cap també té la part superior de color marró i la part inferior de color blanc. A banda i banda del musell hi ha una ratlla marró negre que s'estén fins als ulls. Les mans manquen de pòl·lux i tenen el cinquè dit petit. Els dits de les potes anteriors tenen urpes curtes. El primer dit del peu és petit. Tret del primer, els dits del peu tenen urpes llargues. Basant-se en l'estructura de les dents, s'assumeix que D. rousseloti s'alimenta d'insectes.
El zoo de Brazzaville es troba en un bosc amb sòl sorrenc a 300 metres d'altitud.